# コマルカ・ド・バイショ・ミーニョ
コマルカ・ド・バイショ・ミーニョ（Comarca do Baixo Miño）は、スペインのガリシア州ポンテベドラ県のコマルカで、同県の最南西部に位置する。
ア・グアルダ、オイア、オ・ロサル、トミーニョ、トゥイの5自治体によって構成される。
隣接するコマルカは、北がコマルカ・デ・ビーゴ、東がコマルカ・ド・コンダードで、南はミーニョ川をはさんでポルトガルと隣接、西は大西洋に面している。
面積は322.8km²で、2010年の人口は51,062人。コマルカの中心地区は自治体トゥイのトゥイ教区のトゥイ地区。カスティーリャ語による表記はComarca del Bajo Miño（コマルカ・デル・バッホ・ミーニョ）。

## 地理
| コマルカ・ド・バイショ・ミーニョの構成自治体（2010年） |            |             |                    |
| 自治体                                                 | 人口（人） | 面積（km²） | 人口密度（人/km²） |
| ア・グアルダ                                           | 10,472     | 20.5        | 510.8              |
| オイア                                                 | 3,197      | 83.3        | 38.4               |
| オ・ロサル                                             | 6,595      | 44.1        | 149.5              |
| トミーニョ                                             | 13,492     | 106.6       | 126.6              |
| トゥイ                                                 | 17,306     | 68.3        | 253.4              |
| 計                                                     | 51,062     | 322.8       | 158.2              |
| 出典: INE（スペイン国立統計局）、IGE（ガリシア統計局） |            |             |                    |